# Lothar Gans
Lothar Gans (* 17. Februar 1953 in Osnabrück) ist ein ehemaliger deutscher Fußballspieler und Fußballtrainer. Von November 1998 bis 2013 war er Vereinsmanager und von da an bis 2017 Sportdirektor beim VfL Osnabrück.

## Spielerkarriere
Seine Karriere begann Gans beim VfB Schinkel, bei dem er bis 1971 aktiv war. Dann wechselte er als A-Jugendlicher zum TuS Osnabrück-Haste 01, wo er von 1971 bis 1973 spielte. 1973 ging er zum Regionalligisten SV Meppen, wo er bis 1975 aktiv war. Anschließend stand er neun Jahre lang beim VfL Osnabrück als Mittelfeld- und Abwehrspieler unter Vertrag, für den er 293 Spiele in der 2. Bundesliga absolvierte und acht Tore schoss. Damit ist er Osnabrücks Zweitliga-Rekordspieler. Seine Karriere beendete er beim SV Holdorf 1985.

## Trainer- und Managerkarriere
Gans war von 1987 bis 1996 Trainer von TuRa Grönenberg Melle. Seit 1996 war er beim VfL Osnabrück in verschiedenen Funktionen (u. a. im Marketing, als Geschäftsführer, als Trainer der Amateurmannschaft, als Interimstrainer) tätig. 1998 wurde er sportlicher und wirtschaftlicher Manager des VfL. Ab Mai 2013 war er Sportdirektor der ausgegliederten Profifußball-Gesellschaft des Vereins. Im Dezember 2017 übernahm sein Nachfolger Benjamin Schmedes das Amt. Im Januar 2019 wurde Gans im Rahmen eines Heimspiels des VfL gegen den SV Meppen für sein langjähriges Engagement geehrt. Seit April 2022 ist Gans beim VfL Osnabrück im neu gegründeten Vereinsgremium Ausschuss Sport in frei beratender Funktion tätig.